# Bertil Holmlund

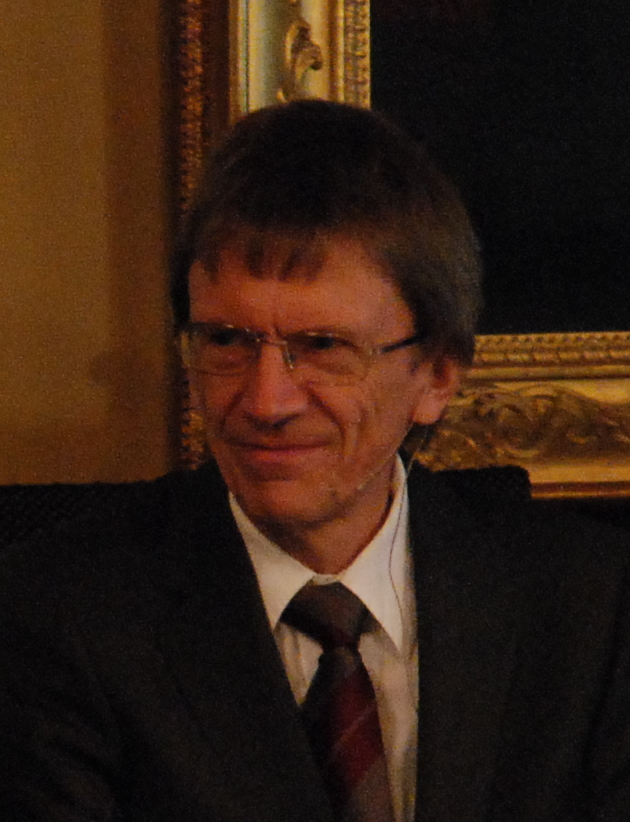
Bertil Holmlund (2008)

Bertil Holmlund (* 5. Februar 1947) ist ein schwedischer Wirtschaftswissenschaftler und Hochschullehrer. Er ist insbesondere als Vorsitzender des Preiskomitees für den Preis für Wirtschaftswissenschaften der schwedischen Reichsbank im Gedenken an Alfred Nobel bekannt. In dieser Funktion gibt er seit 2008 jährlich den Preisträger bekannt. Der Schwerpunkt seiner wissenschaftlichen Arbeit liegt im Bereich der Arbeitsmarkt- und Arbeitslosigkeitsforschung.

## Werdegang
Holmlund studierte an der Universität Umeå. Nachdem er 1970 an der Lehranstalt als Bachelor of Arts graduiert hatte, errang er 1976 an der Universität mit der Dissertation „Arbetslöshet och lönebildning“ (deutsch: Arbeitslosigkeit und Lohnermittlung) den akademischen Grad eines Doktors. Parallel war er ab 1972 als Lecturer an der Wirtschaftsfakultät in den Universitätsbetrieb eingebunden.
Ab 1976 arbeitete Holmlund am privaten Industrial Institute for Economic and Social Research in Stockholm, 1985 wechselte er ans Trade Union Institute for Economic Research. Bereits ab 1984 war er als außerordentlicher Professor an der Universität Stockholm tätig. 1987 folgte er einem Ruf der Universität Uppsala. Während seiner Tätigkeit in Schweden nahm er mehrfach Gastprofessuren außerhalb der Landesgrenzen wahr und forschte und unterrichtete unter anderem an der University of Michigan, University of Southampton, Australian National University und Universität Kopenhagen.
Holmlund trat neben seiner wissenschaftlichen Tätigkeit auch beratend für Regierungsbehörden in Erscheinung. Einerseits war er für die Europäische Union aktiv, andererseits saß er ab 2001 dem Ekonomiska rådet der schwedischen Regierung vor. Auch in nationalen und internationalen Wissenschaftsorganisationen engagierte er sich uns war ab 2002 Präsident der European Association of Labour Economists. Beide Positionen gab er 2005 auf. Im selben Jahr wurde er zum zweiten Mal nach 1998 bis 2001 ins sechsköpfige Nobelpreiskomitee gewählt, das den Wirtschaftsnobelpreisträger bestimmt. 2007 übernahm er als Vorsitzender des Auszeichnungskomitees die Vergabe der erstmals verliehenen Assar-Lindbeck-Medaille.
2008 wurde Holmlund zum Vorsitzenden des Preiskomitees für den Wirtschaftsnobelpreis gewählt.